# Deutschland umsonst

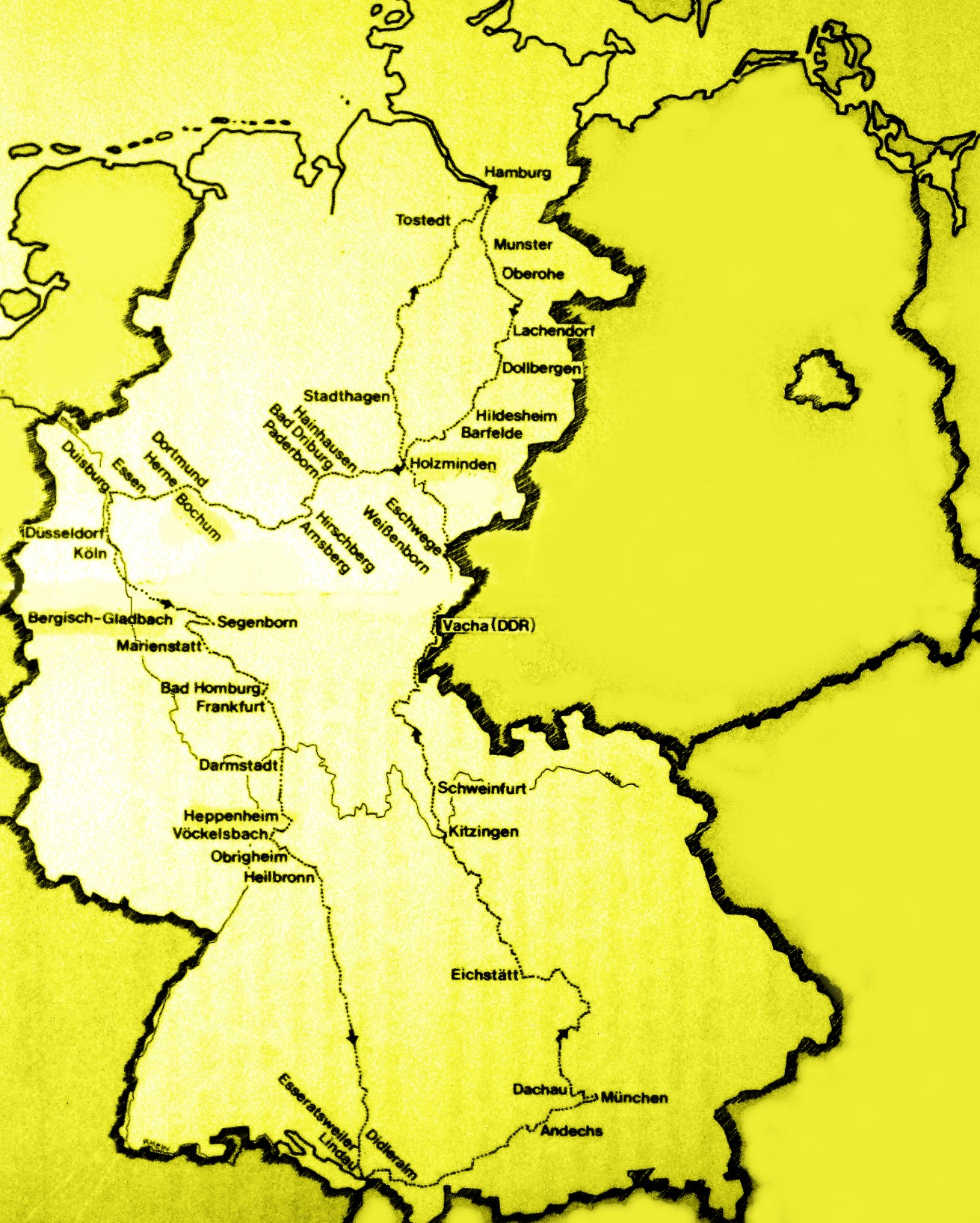
Die Wanderstrecke von Michael Holzach

Deutschland umsonst, Untertitel: Zu Fuß und ohne Geld durch ein Wohlstandsland, ist ein Reisebericht von Michael Holzach, der 1982 erschien und  zum Bestseller wurde. Als Kultbuch der Aussteigerkultur und Reiseroman, der nicht nur eine Wanderung durch Westdeutschland, sondern auch die Suche nach der eigenen Identität schildert, wurde er zum Auslöser  ähnlicher Werke und hat unter anderen Christian Krachts Roman Faserland (1995) und Roger Willemsens Deutschlandreise (2002) beeinflusst.

## Inhalt

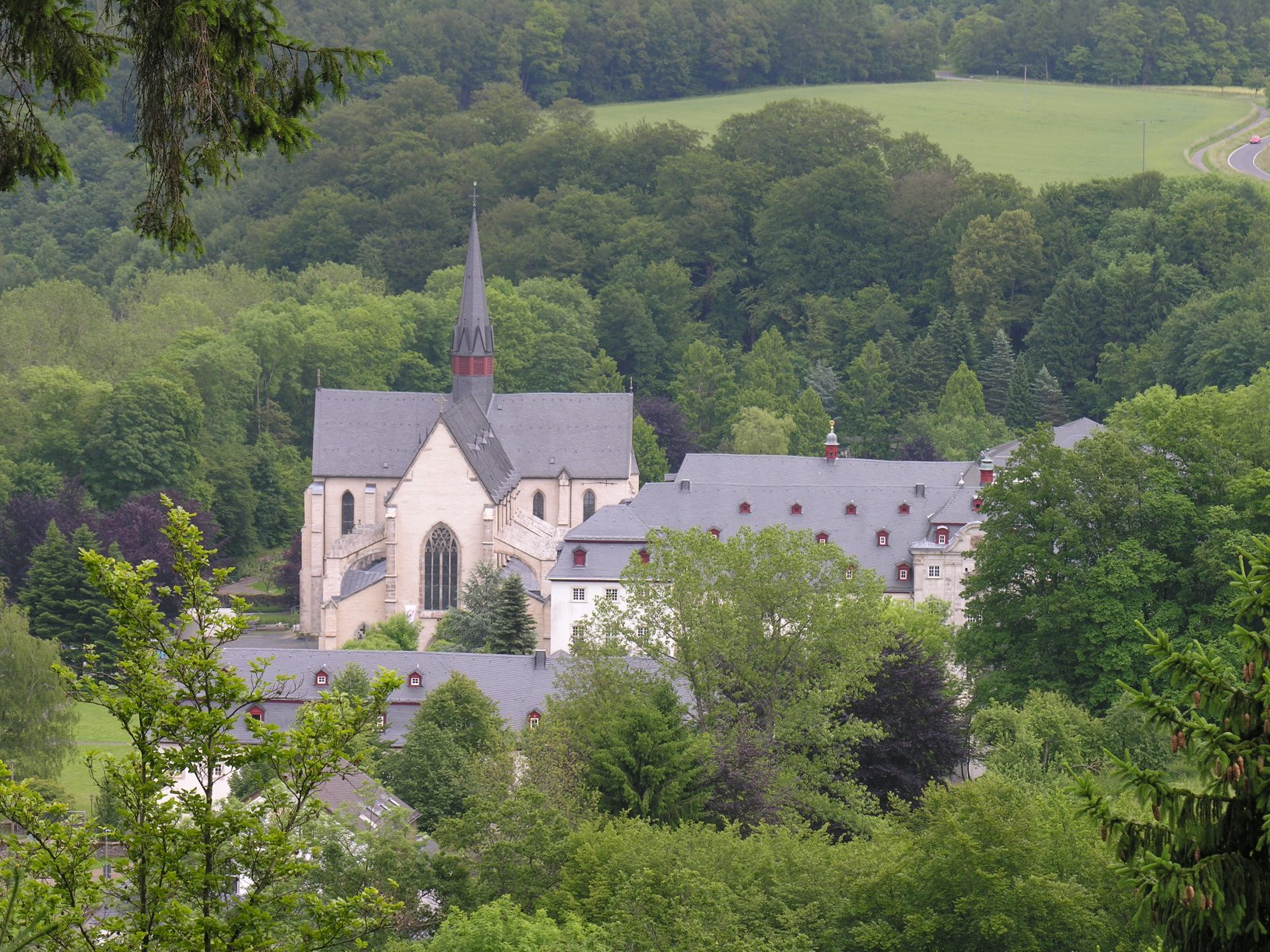
Die Zisterzienserabtei Marienstatt

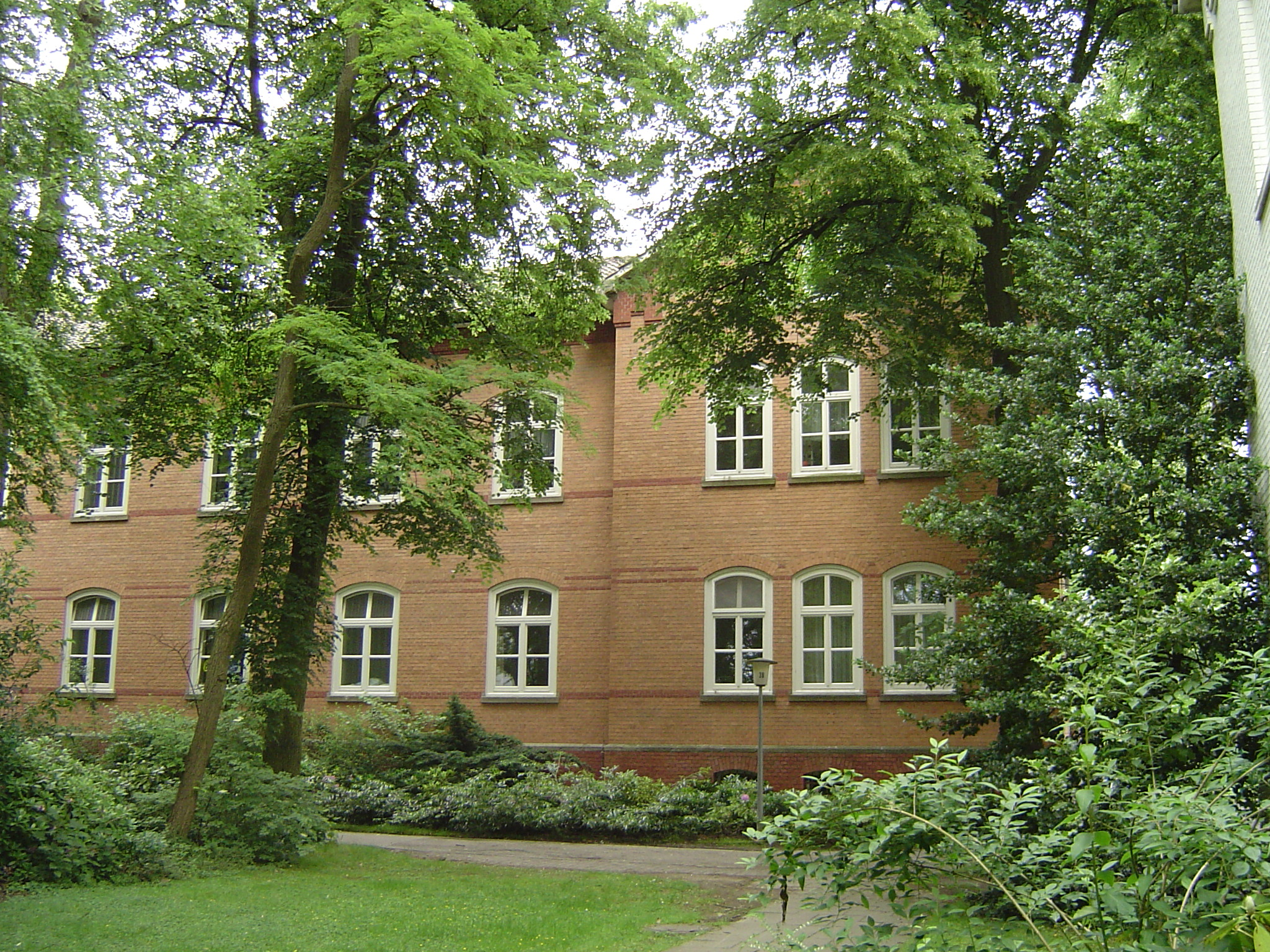
Eines der Stationshäuser in der Klinik Dortmund-Aplerbeck

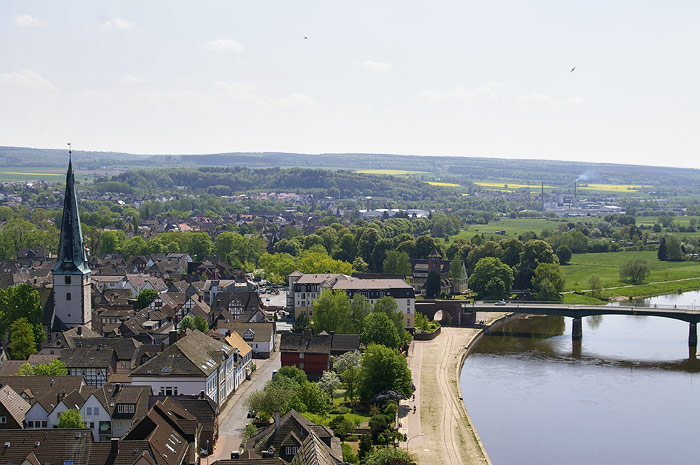
Holzminden

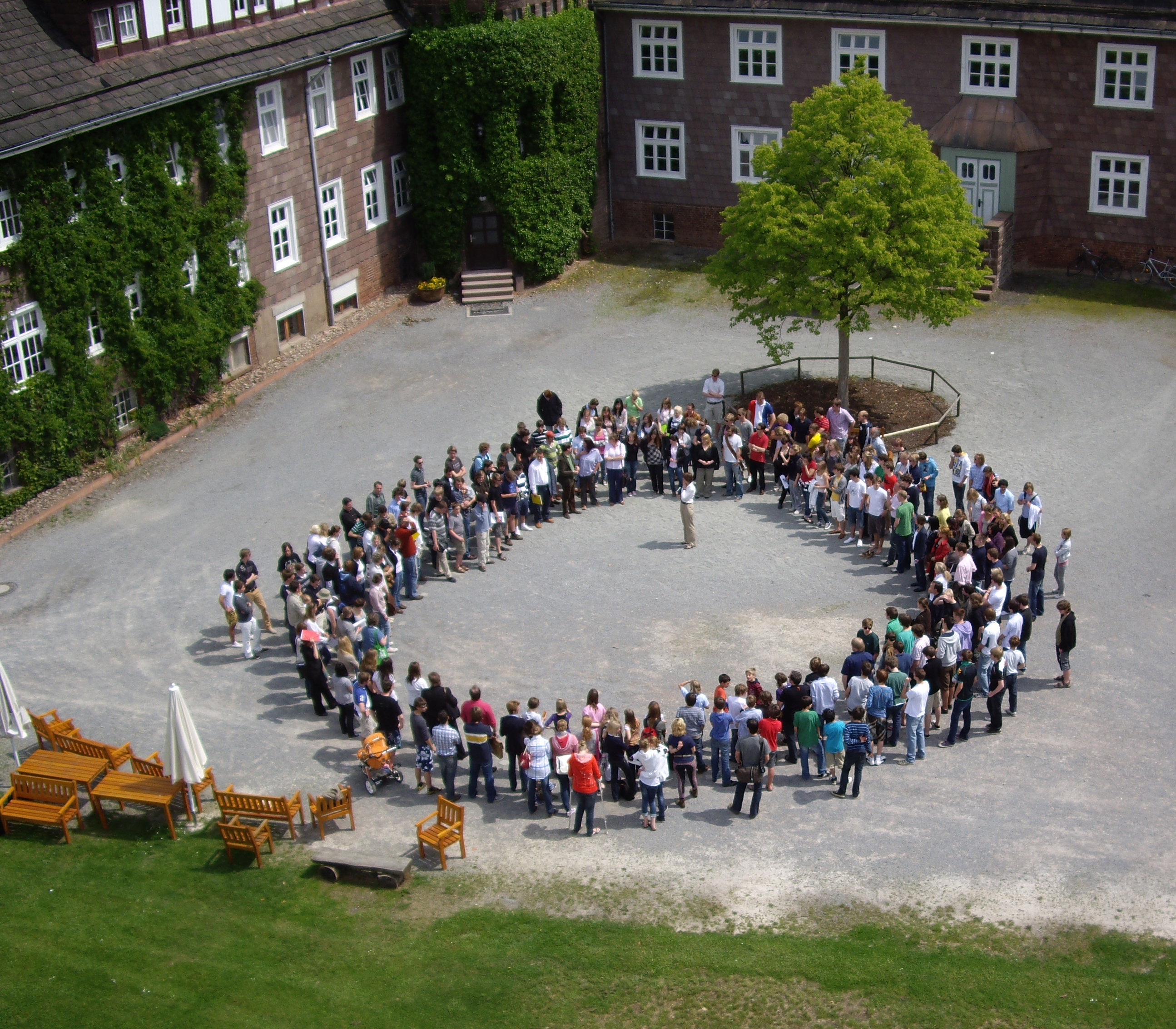
Das Landschulheim am Solling

Ohne Geld wanderte der 33-jährige, bei ZEIT und GEO arrivierte Reporter Michael Holzach im Jahre 1980 durch ganz Westdeutschland und zurück – „durch eine Welt, in der sich alles um Mark und Pfennig dreht.“ Angewiesen auf seine Füße und die Mitleid erregenden Augen seines Hundes Feldmann, trotzte er sechs Monate lang sommerlicher Hitze und herbstlichem Dauerregen und erlebte die Welt der Sesshaften aus einer ungewöhnlichen Perspektive.
Die Reise führte ihn von Hamburg durch die Lüneburger Heide, das Weserbergland und Sauerland über das Ruhrgebiet bis an die österreichische Grenze zu einer  Alm im Allgäu. Von dort ging er weiter nach München und kehrte über Kitzingen, Schweinfurt und entlang der  innerdeutschen Grenze nach Hamburg zurück.
Bauern ließen den Vagabunden, teils gratis, teils gegen Arbeitsleistungen, in ihren Scheunen schlafen. Andere jagten ihn  vom Hof. Tippelbrüder lehrten ihn die Künste des Bettelhandwerks. In der Lüneburger Heide nahm ihn ein  Panzer ins Visier. Eine  Dorfschönheit verliebte sich in den  Wandervogel, entführte ihn auf einen Schützenball und weinte sich an seiner Schulter aus. Bei einem NATO-Manöver in der Bielefelder Senne wurde er für eine Ration dicker Bohnen mit Speck zum Doppelagenten. Als er im Wald nahe Paderborn ein  Nacktbad in einem  Bach nahm, wurde er fast vom Jagdaufseher erschossen. Das Zisterzienserkloster Marienstatt im Westerwald beherbergte ihn „wie den Heiland selbst“. Sinti oder Roma hinterm Bahndamm von Hildesheim gaben dem Ausgehungerten zu essen und hockten sich mit ihm, Gitarre zupfend, ans  Lagerfeuer. Ein Pfarrer dagegen missachtete das Gebot der Nächstenliebe und rief die Polizei.
Nicht selten musste er bei Regen im Freien übernachten. Vor Kälte verkroch er sich in seinen klammen Schlafsack. An anderen Tagen fühlte er sich „wie im Schlaraffenland“: Zwanzig drogensüchtige Damen auf Entzug in der „Irrenanstalt Aplerbeck“ folgten ihrem Mutterinstinkt und schmuggelten ihn ins  Bett einer verreisten Mitpatientin. Ein „freundlicher Totschläger“ und „eine ganze Horde tätowierter Häftlinge“ aus dem Gefängnis von Castrop-Rauxel bombardierten ihn geradezu mit Lebensmitteln. Er spürte, „wie gut es den Männern tut, jemandem helfen zu können, endlich mal nicht Sünder, sondern Wohltäter zu sein“.
Auf einer Kirmes in Heilbronn arbeitete er, unter der Fuchtel einer misstrauischen Alten, in einer Schießbude. Für den westfälischen Wanderzirkus Leonardi, bei dessen Kindervorstellung in Kitzingen „es allein deshalb viel zu lachen gab, weil so gut wie gar nichts klappte“, half er beim Auf- und Abbau und fütterte die Tiere. In Übernachtungsasylen der Großstädte erfuhr er von Obdachlosen, was es heißt, tippeln zu müssen und „langsam zu krepieren“.
Im Vordergrund steht die Reflexion über das Leben in den 1980er Jahren: der hohle Lifestyle der Wohlstandsgesellschaft, die Gastarbeiterproblematik, AKW-Proteste und die Nachwehen der NS-Vergangenheit werden lebendig. Der Autor übt eine sehr persönliche Gesellschaftskritik und stellt dabei auch seinen eigenen, letztlich das Schicksal von Randgruppen mit deren Beschreibung zugleich ausbeutenden Journalistenberuf immer wieder in Frage.
Darüber hinaus erfahren die Lesenden Originelles über die verschiedenen Landschaften Westdeutschlands. Da Michael Holzach jedoch ohne Geld unterwegs ist und seine Zeit hauptsächlich darauf verwenden muss, sich und seinem Hund Kost und Logis zu beschaffen, tritt seine Wanderschaft selbst bald in den Hintergrund. Stattdessen wird das Buch mehr und mehr zur selbstkritischen Betrachtung seiner fingierten Obdachlosigkeit, zur selbstzweiflerischen Sinnfrage und Konfrontation mit der eigenen Vergangenheit, Gegenwart und Zukunft.

## Form
Was Holzachs Reisebericht von anderen unterscheidet, sind neben der inhaltlichen Authentizität und sprachlichen Leichtig- und Vielseitigkeit auch seine zahlreichen literarischen Qualitäten. 175 Tage über Landstraße, Wald und Wiesen; auf der Flucht vorm Routineleben die nichtalltägliche Begegnung mit dem deutschen Alltag und der eigenen Einsamkeit; Abenteuer, Glück, Unglück und Entbehrungen – all das fügt sich im Spannungsfeld von bürgerlicher Welt und verlorenen Existenzen zu einer Dokumentation von  romanhafter Struktur.
Den leitmotivisch roten Faden bildet dabei die „Suche nach der verlorenen Zeit“. Immer wieder geht es darum, in den Spuren der Vergangenheit sich selbst zu finden, im Wiedersehen mit den einstigen Lebensstationen die Wunden der eigenen Kindheit, Jugend und  „guten alten Studentenherrlichkeit“ ein zweites Mal verarbeiten und als endgültig vernarbt abhaken zu können.
Auffallende Orientierungspunkte seiner Reise sind bezeichnenderweise die sechs wichtigsten Orte seiner eigenen Vergangenheit. Diesen sechs Stationen entspricht formal die Gliederung des Reiseromans in seine 6 „Teile“:
- das Internat und Landschulheim am Solling in Holzminden, wo er 11 Jahre seines Lebens verbrachte und dem er sowohl auf dem Hin- (Teil 1) als auch auf dem Rückweg (Teil 6) einen Besuch abstattet,[8]
- die Ruhr-Universität in Bochum, an der er 5 Jahre Soziologie studierte und ein Zimmer im Studentenheim bewohnte (Teil 2),
- die Villa seines (inzwischen verstorbenen) Vaters in Bergisch Gladbach (Teil 3),
- Heppenheim an der Bergstraße, wo er (nach der Scheidung seiner Eltern und der Trennung von seiner Schwester) seine ersten sechs Lebensjahre bei verschiedenen Verwandten herumgereicht wurde (Teil 4),
- die Wohnung seiner (zur Zeit seines Aufenthalts nach Sylt verreisten) Mutter in München (Teil 5),
- Hamburg, der Ausgangs- (Teil 1) und Endpunkt (Teil 6) seiner Wanderung, wo er mit seiner Freundin Freda[9] eine Wohnung im citynahen Stadtteil Eppendorf bezogen hat.

Zur nicht nur chronologischen, sondern auch symbolischen Verknüpfung und atmosphärischen Verdichtung seiner Episoden verwendet Holzach verschiedene sprachliche Mittel eines literarisch anspruchsvollen Features: Dokumentation, Kommentar und Reportage, Kurzgeschichte, Tagebuchnotiz, episches Flashback, lyrisches Stimmungsbild, dialogische Szene und traumähnliche Visionen wechseln einander ständig ab und spiegeln so den Reichtum der unterschiedlichen Eindrücke dieser autobiographischen Lebensreise.

## Tod des Autors bei der Verfilmung

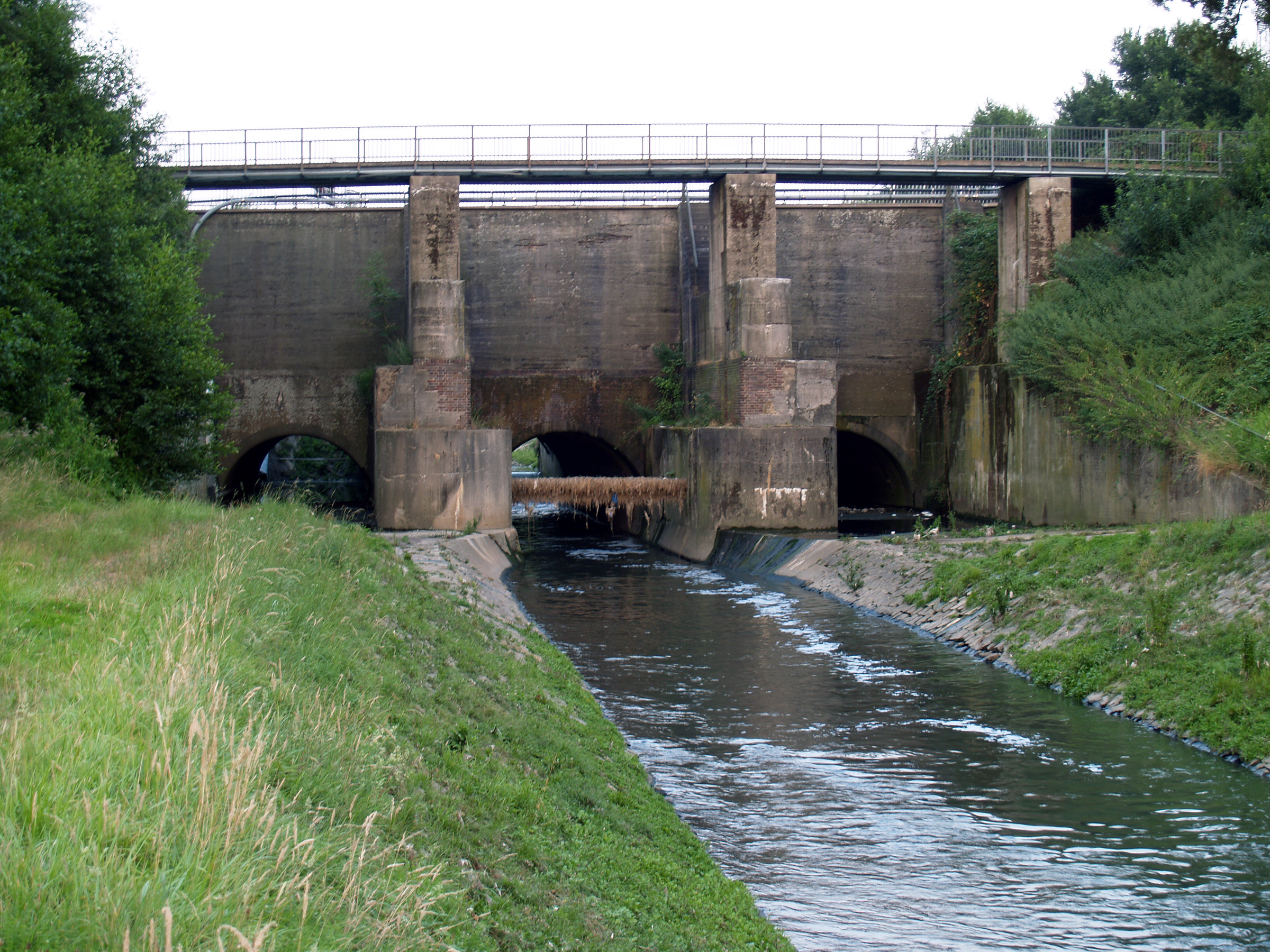
Die Emscher westlich der Stelle, an der Michael Holzach 1983 tödlich verunglückte.

Im Frühjahr 1983 begannen die Vorarbeiten zur Verfilmung von Deutschland umsonst. Während der Motivsuche an der Emscher in Dortmund-Dorstfeld rutschte der Hund Feldmann an der betonierten Uferböschung ab und fiel in den Kanal. Michael Holzach sprang hinterher, wurde aber von der starken Strömung mitgerissen, schlug mit dem Kopf gegen einen Betonpfeiler und ertrank. Sein Hund hingegen konnte von der Feuerwehr gerettet werden.
Für diejenigen, die bei der Lektüre schon vom tragischen Tod des Autors in der Emscher wissen, muss das Buch auf erschreckende Weise hellsichtig anmuten. Als habe der Autor bereits geahnt, dass die Emscher, „der dreckigste Fluss Deutschlands“, einmal sein eigenes Grab werden würde, beschreibt Holzach sie mit immer wieder neuen Bildern als Verderben bringendes Todesgewässer. Über zwanzig Seiten lang begleitet ihn der Fluss, und schon bei der ersten Begegnung spricht er in diesem Zusammenhang vom „Totenreich“, „Totengeistern“ und „Hades“, später dann vom „Jüngsten Gericht“ und mehrfach vom „toten Fluss“, „stinkenden Styx“ und „Unterweltsfluss“, in dessen Nähe ihn eines Nachts plötzlich eine bedrohliche Übelkeit heimsucht: „Ich bin sterbenskrank und muss ins Bett! [...] Mehr tot als lebendig erreiche ich schließlich Dortmund-Mengede.“ Ein junges Pärchen, das ihn im strömenden Regen entdeckt und ihm helfen will, telefoniert mit einem Vikar: „Wir haben da gerade einen kranken Wanderer aus der Emscher gefischt“ [...] „Es grenzt an ein biblisches Wunder, aber am nächsten Morgen schon bin ich armer Lazarus wieder auf den Beinen“ und „steige wieder hinab in mein Totenreich.“
Abgesehen von solchen makabren Omina, die sich ausschließlich auf die Emscher beziehen, findet sich in Deutschland umsonst eine Anzahl weiterer zentraler Todesmotive, die für einen bloßen Reisebericht ungewöhnlich sind, zumal sie hier den Tenor des Textes entscheidend bestimmen und dessen literarischen Charakter mitbegründen. Die auffälligsten Beispiele dafür – drei Selbstmorde – stehen wieder in Zusammenhang mit den bereits erwähnten wichtigen autobiographischen Fixpunkten des Autors: der Vater (Elternhaus), ein Klassenkamerad (Schule) und die erste Geliebte (Studium) haben sich vor Jahren umgebracht und einen betroffenen Michael Holzach zurückgelassen. Wenn dieser nun auf den Spuren seiner Vergangenheit wandelt, so auch deshalb, weil er auf diese Weise solche Erlebnisse durch die nochmalige Vergegenwärtigung vor Ort zu bewältigen versucht.

Kontrapunktisch zu diesen dunklen Todesbildern – zu denen letztlich auch die „Hölle“ mancher Obdachlosenheime und die deprimierende Trostlosigkeit endloser Regenwochen gehören – stehen die wenigen „paradiesischen“ Naturidylle, Frühlings- und Sommerskizzen, mit denen Holzach die Reste einer noch heilen Welt ins ansonsten recht heillose Wohlstandsleben hinüberretten will. 

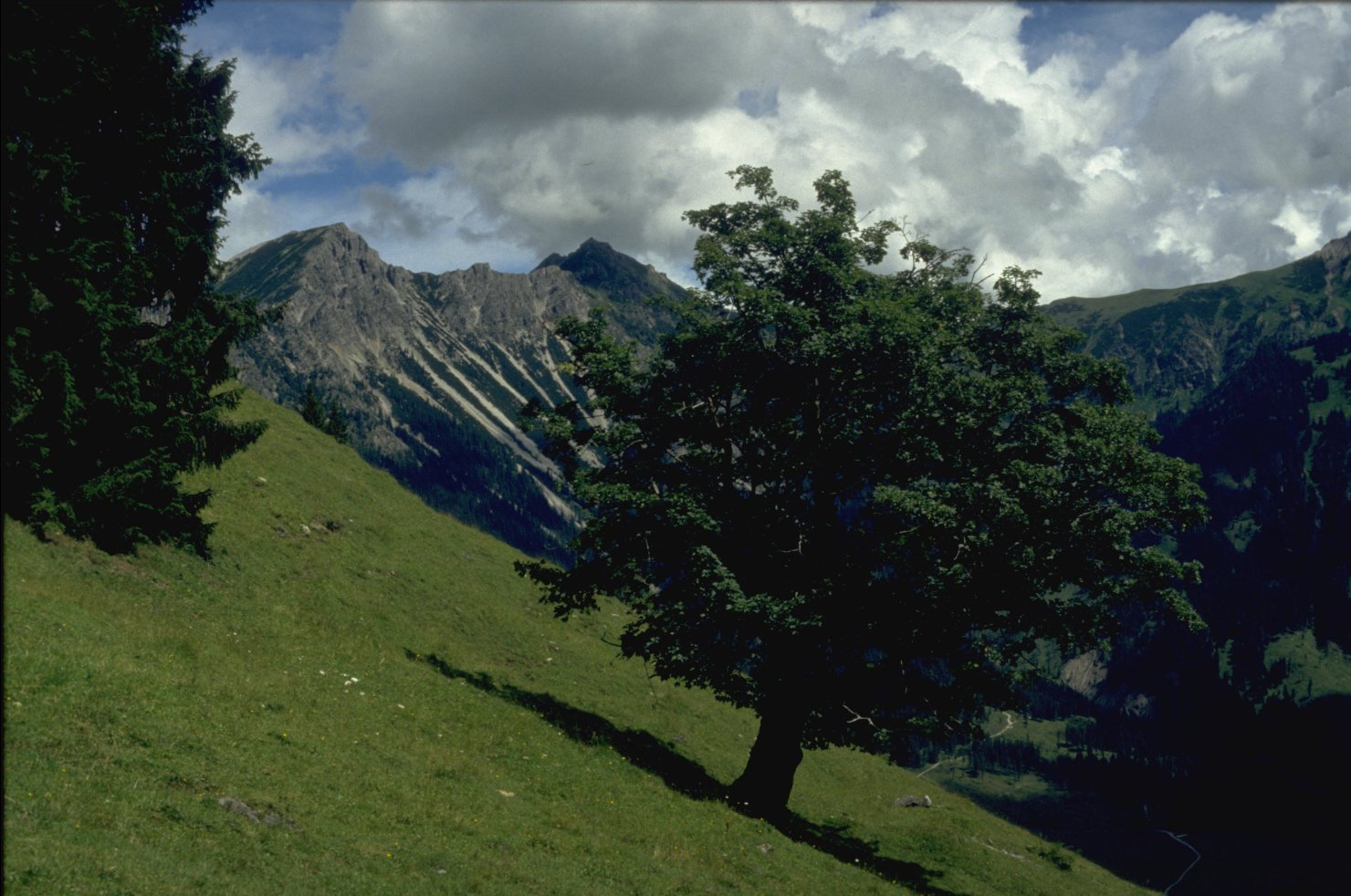
Alm im Allgäu

Den Höhepunkt dieser lebendigen Kontrastszenen bildet (auch im wörtlichen Sinne) die in 1700 Meter Höhe gelegene Didleralm. Dort im Allgäu, nicht zufällig in unmittelbarer Nähe der Landesgrenze, befindet sich Holzach am „Scheitelpunkt“ seiner Reise. In diese „andere Welt“ gelangt er jedoch bezeichnenderweise erst, nachdem er sich zunächst auf einem langen Nachtmarsch „wie in Trance“, „traumwandlerisch“ vom „magischen Silbermond“ verzaubern und „wie ein Blinder“ leiten lassen hat und sich dann am Tag darauf, zum Teil „auf allen vieren“ kriechend, „immer steiler bergauf“ schleppt. Auf diesem Zauberberg, wo ihn ein „norddeutscher Höhenrausch“
erfasst und man weit ins ferne Flachland hinunterschauen kann, wähnt sich der ruhelose Wanderer am Ziel seiner Wünsche. Hier, wo er dem alten Schäfer Sepp und seinem dreizehnjährigen Gehilfen Leo beim halsbrecherischen Kühesuchen und schweißtreibenden Holzhacken hilft, hier, wo „die Tage einförmig dahingehen, ohne eine Sekunde langweilig zu sein“, spürt er endlich „Ruhe in sich einkehren.“ Nirgendwo fühlt er sich lebendiger und verweilt er länger als in jener himmelsnahen „Behaglichkeit“ seiner „Arche Didleralm.“

## Verfilmung
In Anlehnung an Deutschland umsonst entstand 1993 unter der Regie von Werner Masten ein umfangreicher ZDF-Fernsehfilm mit dem Titel „Zu Fuß und ohne Geld“ mit Robert Atzorn in der Hauptrolle, der 1995 in vier Teilen von jeweils um die neunzig Minuten Länge ausgestrahlt wurde. Das Drehbuch von Herbert Lichtenfeld wich teilweise stark vom Handlungsverlauf des Buches ab und auch die Namen der Protagonisten wurden (bis auf den Feldmanns) geändert.

## Textausgabe
- Michael Holzach: Deutschland umsonst. Zu Fuß und ohne Geld durch ein Wohlstandsland. Hamburg: Hoffmann & Campe (1982). ISBN 3-455-08706-X. Neuausgabe 1993 unter der ISBN 978-3-455-10302-1. Viele weitere Auflagen.